# 4월 16일
4월 16일은 그레고리력으로 106번째(윤년일 경우 107번째) 날에 해당한다.

## 사건
- 73년 - 마사다 요새가 함락되고, 로마 제국에 대한 유태인들의 반란이 진압되다.
- 958년 - 과거제가 고려에서 처음 시행되다.
- 1071년 - 만지케르트 전투, 동로마 제국이 위기에 처하다.
- 1917년 - 블라디미르 레닌이 망명지 핀란드에서 상트페테르부르크로 귀국하다.
- 1945년 - 소련의 붉은 군대가 베를린 주변의 독일군에게 최종 공격을 가하기 시작하다.
- 1945년 - 피난민과 군 병력을 싣고 가던 독일 수송선 고야호가 소련 잠수함의 공격을 받아 침몰하다. 승선인원 7천여 명 중 6천여 명이 사망하다.
- 1946년 - 시리아가 독립하다.
- 1963년 - 대한민국 서울의 조흥은행 본점에서 화재가 나 건물이 전소되다.
- 2007년 - 미국 버지니아 공대에서 총기난사 사고가 발생하여 범인을 포함한 33명이 사망, 23명이 부상당했다.
- 2014년 - 전라남도 진도군 맹골군도 해안에서 세월호 참사가 일어났다.
- 2016년 - 일본 구마모토 지진이 발생하다.
- 2019년 - 대한민국 대전광역시에서 산불이 발생했다.

## 문화
- 1972년 - 아폴로 16호가 케이프 커내버럴에서 발사되다.
- 1979년 - 온산선 완공되다.
- 2001년 - 대한민국의 마라토너 이봉주가 제105회 보스턴마라톤 대회에서 우승하다.
- 2003년 - 제 1회 세계 음성의 날(World Voice Day) 행사가 개최되다.
- 2008년 - 오버 도퍼 존스홉킨스 대학교 교수가 밴 플리트상을 공동으로 수상하다.
- 2018년 - 한화생명보험이 리그 오브 레전드 프로게임단 ROX 타이거즈를 인수하면서 팀명을 한화생명 e스포츠로 변경하다.
- 2021년 - 신월여의지하도로 개통

## 탄생
- 778년 - 프랑크의 루트비히 1세 루도비쿠스 1세 피우스. (~840년)
- 1319년 - 프랑스 발루아 왕가의 제2대 왕 장 2세. (~1364년)
- 1497년 - 일본 센고쿠 시대의 다이묘 모리 모토나리. (~1571년)
- 1730년 - 영국의 정치인, 미국 독립 전쟁 중 영국군의 북아메리카 총사령관 헨리 클린턴. (~1795년)
- 1867년 - 미국의 비행기 발명가 라이트 형제. (~1912년)
- 1889년 - 영국의 배우, 희극인, 영화 감독 찰리 채플린. (~1977년)
- 1893년 - 구 소련의 군인 미하일 투하쳅스키. (~1937년)
- 1903년 - 대한민국의 독립운동가 임천택. (~1985년)
- 1916년 - 대한민국의 화가 김병기. (~2022년)
- 1917년 - 대한민국의 작곡가, 지휘자 장수철. (~1966년)
- 1918년 - 대한민국의 정치인, 제3~5대 국회의원 김동욱. (~1973년)
- 1922년
  - 대한민국의 배우 김진규. (~1998년)
  - 영국의 소설가 킹즐리 에이미스. (~1995년)
- 1926년 - 대한민국의 정치인 임종기. (~2007년)
- 1927년 - 제265대의 교황 교황 베네딕토 16세. (~2022년)
- 1931년 - 대한민국의 법조인 이정우. (~2024년)
- 1932년 - 대한민국의 정치인 이종식.
- 1935년 - 미국의 가수 보비 빈턴.
- 1938년 - 미국의 야구인 리치 롤린스. (~2025년)
- 1939년
  - 대한민국의 언어학자 진태하. (~2018년)
  - 영국의 가수 더스티 스프링필드. (~1999년)
  - 대한민국의 성우 신세인.
- 1940년 - 덴마크의 군주 마르그레테 2세.
- 1941년 - 대한민국의 정치인 이광길.
- 1944년
  - 대한민국의 정치인 한명숙.
  - 독일의 배우, 성우 엘마어 베퍼. (~2023년)
- 1945년 - 미국의 정치가 리처드 아미티지.
- 1949년 - 미국의 사업가 겸 정치인 앤 롬니.
- 1952년 - 프랑스의 영화 감독 미셸 블랑. (~2024년)
- 1954년 - 대한민국의 산악인, 탐험가 허영호. (~2025년)
- 1955년 - 룩셈부르크의 대공 앙리.
- 1956년 - 미국의 우주인 데이비드 맥도월 브라운. (~2003년)
- 1960년 - 스페인의 전 축구 선수, 현 축구 감독 라파엘 베니테스.
- 1961년 - 대한민국의 화가 김성.
- 1962년 - 미국의 외교관 앤터니 블링컨.
- 1965년
  - 스페인의 축구 심판 마누엘 메후토 곤살레스.
  - 독일의 배우 마틴 로렌스.
- 1966년 - 싱가포르의 축구 심판 샴술 마이딘.
- 1968년
  - 스웨덴의 축구 선수 마르틴 달린.
  - 미국의 전 프로레슬링 선수 비키 게레로.
- 1970년 - 잉글랜드의 가수 개브리엘.
- 1971년 - 미국의 싱어송라이터 셀레나.
- 1972년 - 조지아의 전 레슬링 선수 엘다르 쿠르타니제.
- 1973년
  - 대한민국의 전 배구 선수, 배구 코치 김경훈.
  - 미국의 힙합 가수 에이콘.
  - 일본의 싱어송라이터 보니 핑크.
  - 일본의 성우 노지마 히로후미.
- 1974년 - 대한민국의 기업인 김선아.
- 1975년 - 일본의 성우 오오하라 메구미.
- 1976년
  - 대한민국의 전 핸드볼 선수, 패션모델 최현호.
  - 타이완의 배우 서기.
  - 미국의 배우 루커스 하스.
- 1977년
  - 네덜란드의 설치예술가 플로렌타인 호프만.
  - 아일랜드의 배우 아일린 월시.
  - 스웨덴의 전 축구 선수, 축구 감독 프레디 융베리.
- 1978년 - 인도의 배우 라라 두타.
- 1979년 - 대한민국의 권투 선수 박성우.
- 1981년 - 대한민국의 아나운서 윤재희.
- 1982년
  - 대한민국의 배우 이소연.
  - 대한민국의 배우 금단비.
  - 미국의 배우 지나 카라노.
- 1983년
  - 미국의 가수 마리에 디그비.
  - 대한민국의 희극인 이은형.
  - 대한민국의 기자 안지현.
- 1984년
  - 일본의 가수 403.
  - 영국의 배우 클레어 포이.
- 1985년
  - 스웨덴의 축구 선수 안드레아스 그랑크비스트.
  - 미국의 종합격투기 선수 네이트 디아즈.
- 1986년
  - 일본의 축구 선수 오카자키 신지.
  - 대한민국의 뮤지컬 배우 출신 현 쇼호스트 가수 박상우.
  - 대한민국의 유도 선수 최광현.
  - 대한민국의 축구 선수 장원석.
- 1987년
  - 잉글랜드의 축구 선수 에런 레넌.
  - 체코의 축구 선수 마르틴 페닌.
  - 대한민국의 아나운서 구새봄.
  - 대한민국의 아나운서 강승희.
  - 일본의 축구 선수 구키노 사토시.
- 1988년
  - 대한민국의 야구 선수 김주현.
  - 대한민국의 희극인, 트로트 가수 김나희.
  - 중국의 배우 주이룽.
- 1989년
  - 대한민국의 가수 유원.
  - 스페인의 축구 선수 다니엘 파레호.
  - 미국의 프로레슬링 선수 제이드.
- 1990년 - 대한민국의 야구 선수 임정호.
- 1991년
  - 대한민국의 스타크래프트 프로게이머 김동원.
- 1992년
  - 대한민국의 배우 공성하.
  - 대한민국의 배우 김희정.
  - 대한민국의 야구 선수 김지훈.
  - 대한민국의 야구 선수 김진영.
  - 대한민국의 농구 선수 이승현.
  - 대한민국의 가수 요한. (~2020년)
  - 일본의 배우 키시다 타츠야.
- 1993년
  - 대한민국의 야구 선수 임기영.
  - 대한민국의 쇼트트랙 선수 이소연.
  - 미국의 피겨 스케이팅 선수 미라이 나가스.
  - 미국의 래퍼 찬스 더 래퍼.
  - 일본의 만화가, 일러스트레이터 츠쿠다니 노리오.
- 1994년
  - 대한민국의 가수 더 데이지.
  - 시에라리온의 축구 선수 알하지 카마라.
- 1995년 - 대한민국의 가수 강승식 (빅톤).
- 1996년
  - 중국의 배우 린윈.
  - 영국, 아르헨티나의 배우 안야 테일러조이.
  - 일본의 배우 이케다 엘라이자.
  - 대한민국의 축구 선수 조민준.
- 1997년 - 대한민국의 농구 선수 윤예빈.
- 1998년 - 대한민국의 배구 선수 하효림.
- 1999년 - 대한민국의 가수 서경 (공원소녀).
- 2000년 - 대한민국의 태권도 선수 장준.
- 2001년 - 대한민국의 가수 이토록.
- 2003년
  - 대한민국의 래퍼 세진.
  - 대한민국의 축구 선수 이지우.
- 2004년
  - 대한민국의 가수 지니.
  - 대한민국의 가수 윤예찬.
  - 대한민국의 예능 프로그램 1박 2일의 전 마스코트이자 개 상근이. (~2014년)
- 2005년 - 대한민국의 피겨 스케이팅 선수 이해인.
- 2006년 - 대한민국의 축구 선수 양민혁.
- 2010년 - 대한민국의 배우 주현준.

### 미상
- 대한민국의 가수, 작곡가 이경록.

## 사망
- 69년 - 로마 제국의 제7대 황제 마르쿠스 살비우스 오토. (32년~)
- 1828년 - 스페인의 화가 프란시스코 고야. (1476년~)
- 1859년 - 프랑스의 정치철학자 알렉시 드 토크빌. (1805년~)
- 1949년 - 대한민국의 목사, 목회자 이동욱. (1897년~)
- 1953년 - 대한민국의 독립운동가 오세창. (1864년~)
- 1958년 - 영국의 생물물리학자 로절린드 프랭클린. (1922년~)
- 1972년 - 일본의 작가, 소설가 가와바타 (야스)나리. (1899년~)
- 1991년 - 영국의 영화 감독 데이비드 린. (1908년~)
- 2003년 - 일본의 축구인 이와부치 이사오. (1933년~)
- 2005년 - 대한민국의 배우 김무생. (1940년~)
- 2008년 - 미국의 학자 에드워드 노턴 로렌즈. (1917년~)
- 2018년 - 대한민국의 영화배우 최은희. (1926년~)
- 2019년 - 오스트리아의 피아니스트 외르크 데무스. (1928년~)
- 2020년 - 칠레의 소설가 루이스 세풀베다. (1949년~)
- 2021년
  - 헝가리의 영화배우 퇴뢰치크 머리. (1935년~)
  - 잉글랜드의 영화배우 헬렌 매크로리. (1968년~)
  - 오스트레일리아의 외교관, 언어학자 대니얼 케인. (1948년~)
- 2022년 - 독일의 축구 선수 요아힘 슈트라이히. (1951년~)
- 2023년 - 미국의 피아니스트, 연주자 아마드 자말. (1930년~)
- 2024년
  - 대한민국의 교수 서상룡. (1938년~)
  - 미국의 야구 선수 칼 어스킨. (1926년~)
  - 브라질의 수학자 니우통 다 코스타. (1929년~)
- 2025년
  - 가봉의 축구선수 아론 부펜자. (1996년~)
  - 필리핀의 영화배우 노라 아노르. (1953년~)
  - 대한민국의 정치인 조찬형. (1938년~)

## 기념일
- 세계 음성의 날 ( 世界 音聲의 날 , World Voice Day)
- 마르그레테 2세 여왕 탄생일: 덴마크
- 국민안전의 날: 대한민국
- 시금치 데이, 푸딩 데이: 독일

## 같이 보기
- 전날: 4월 15일 다음날: 4월 17일 - 전달: 3월 16일 다음달: 5월 16일
- 음력: 4월 16일
- 모두 보기